# Решение собрания
Решение собрания — юридический факт, с которым закон связывает гражданско-правовые последствия, порождающий правовые последствия, на которые решение собрания направлено, для всех лиц, имевших право участвовать в данном собрании, а также для иных установленных законом лиц.

## Понятие и признаки решения собрания
Решение собрания, с которым закон связывает гражданско-правовые последствия, порождает правовые последствия, на которые решение собрания направлено, для всех лиц, имевших право участвовать в данном собрании (участников юридического лица, сособственников, кредиторов при банкротстве и других - участников гражданско-правового сообщества), а также для иных лиц, если это установлено законом или вытекает из существа  отношений (статья 181.1 Гражданского кодекса РФ).
В юридической литературе решение собрания рассматривается в  качестве акта коллективной воли членов корпорации и реализации существующих корпоративных прав, акта гражданско-правового сообщества.
Признаки решения собрания:
1. оформляется отдельным актом участников собрания;
2. наличие компетенции собрания.

## Виды решений собрания
В зависимости от вида гражданско-правового сообщества, в силу разъяснений Верховного Суда РФ к решениям собрания относят:
- решения коллегиальных органов управления юридического лица (собраний участников, советов директоров и т.д.),
- решения собраний кредиторов,
- решения комитета кредиторов при банкротстве,
- решения долевых собственников (в том числе, решения собственников помещений в многоквартирном доме или нежилом здании),
- решения участников общей долевой собственности на земельный участок из земель сельскохозяйственного назначения.

По форме принятия решения собрания (голосованию):
- заочные,
- очные,
- смешанные.

## Решение собрания и сделка
С учетом положений законодательства, в правоведении высказывается несколько точек зрения.
1. Решения собрания - самостоятельный  юридический факт, основание возникновения гражданских прав (ст. 8 Гражданского кодекса РФ). При этом разделяется воля стороны сделки (п. 3 ст. 157 Гражданского кодекса РФ) и согласие органа корпорации на совершение сделки (ст. 157.1 Гражданского кодекса РФ). Верховный Суд РФ разъяснил, что согласие (решение общего собрания) на совершение сделки дается в интересах гражданско-правового сообщества в конкретной форме и не может быть молчаливым (п.п. 53 - 57 Постановления Пленума ВС РФ N 25), в то время как сделки могут быть устными или письменными (ст. ст. 158 - 160 Гражданского кодекса РФ) и даже изменяться молчаливыми конклюдентными действиями (п. 5 Обзора ВАС РФ практики разрешения споров, связанных с заключением, изменением и расторжением договоров[10]).
2. Решение собрания - сделка, представляющая собой акт частной автономии[11][12].
3. Решение собрания - акт юридического лица, если гражданско-правовое сообщество обладает организационно-правовой формой юридического лица (п. 118 Постановления Пленума № 25 от 23 июня 2015 г.) [13].